# Francesco Maria Tarugi
Francesco Maria Tarugi (Montepulciano, 27 de agosto de 1525 - Roma, 11 de junho de 1608) foi um cardeal do século XVII

## Biografia
Nasceu em Montepulciano em 27 de agosto de 1525, Montepulciano, arquidiocese de Siena. De família nobre. O caçula dos três filhos de Tarugio Tarugio, vice-legado de Bolonha e senador romano, e Giulia Pucci, prima do Papa Júlio III. Os outros irmãos eram Accursio (governador de Pietrasanta) e Stefano (capitão de uma companhia de lanceiros da guarda do Papa Paulo V). Parente do Papa Marcelo II. Seu sobrenome também está listado como Tarusius.
Estudou letras e direito e tinha forte inclinação para a poesia e a oratória (2) .
Entrou ao serviço do duque Ranuccio Farnese de Parma. Foi para Roma em 1555 e conheceu fortuitamente Filippo Neri, fundador do Oratório, e foi conquistado por sua santidade. Chamberlain do Papa Júlio III. Em 1565, ingressou, como leigo, no Oratório. Ele foi considerado o braço direito do fundador. O Papa Pio V ordenou que ele se tornasse padre e o nomeou mestre de câmara papal.
Ordenado em 1571. Nomeado pelo Papa Pio V assistente do Cardeal nipote Michele Bonelli, OP Em 1586, foi a Nápoles fundar um Oratório; o clero e o povo da cidade o queriam como arcebispo; lá permaneceu até 1592.
Eleito arcebispo de Avignon em 9 de dezembro de 1592. Consagrada em 21 de dezembro de 1592, igreja de S. Maria Vallicella, Roma, pelo cardeal Alessandro de' Medici, arcebispo de Florença (não há informações sobre os co-consagradores). Na mesma cerimônia foi consagrado Lucio Sanseverino, arcebispo de Rossano e futuro cardeal.
Criado cardeal sacerdote no consistório de 5 de junho de 1596; recebeu o chapéu vermelho em 29 de outubro de 1596; e o título de S. Bartolomeo all'Isola, 2 de dezembro de 1596. Primeiro cardeal oratoriano. Prefeito da Congregação para a reforma das igrejas de Roma. Transferida para a sé metropolitana de Siena, em 15 de setembro de 1597. Optou pelo título de S. Maria sopra Minerva, em 17 de junho de 1602. Participou do conclave de março de 1605, que elegeu o Papa Leão XI. Participou do conclave de maio de 1605, que elegeu o Papa Paulo V. Renunciou ao governo da arquidiocese de Siena antes de 24 de janeiro de 1607. Seu pedido de renúncia ao cardinalato foi negado pelo papa.
Morreu em Roma em 11 de junho de 1608. Enterrado sob o presbitério, à esquerda do altar-mor, da igreja S. Maria in Vallicella, Chiesa Nuova , Roma, junto com o cardeal Cesare Baronio, Orat.